# Phạm vi nghe được
Phạm vi nghe được mô tả phạm vi tần số con người hoặc các động vật khác có thể nghe được, mặc dù nó cũng có thể đề cập đến phạm vi các cấp độ. Phạm vi nghe được của con người thường được đưa ra là 20 đến 20.000 Hz, mặc dù phạm vi này có sự khác biệt đáng kể giữa các cá nhân, đặc biệt là ở tần số cao và việc mất dần độ nhạy đối với tần số cao hơn theo tuổi được coi là bình thường. Độ nhạy cũng thay đổi theo tần số, như được thể hiện bằng các đường viền có độ to bằng nhau. Điều tra thường xuyên đối với mất thính lực thường liên quan đến thính lực đồ cho thấy mức ngưỡng tương đối so với bình thường.
Một số loài động vật có thể nghe được tần số vượt quá phạm vi nghe của con người. Ví dụ, một số cá heo và dơi có thể nghe được tần số lên tới 100.000 Hz. Voi có thể nghe thấy siêu âm ở tần số 141616 Hz, trong khi một số con cá voi có thể nghe thấy âm thanh hạ âm thấp đến 7 Hz (trong nước).

## Đo lường
Một biện pháp nghe cơ bản được cung cấp bằng thính lực đồ thị, biểu đồ về ngưỡng nghe tuyệt đối (mức âm thanh rõ ràng tối thiểu) ở các tần số khác nhau trong phạm vi nghe danh nghĩa của sinh vật.
Kiểm tra thính giác hành vi hoặc kiểm tra sinh lý có thể được sử dụng để tìm ngưỡng nghe của con người và các động vật khác. Đối với con người, các thử nghiệm liên quan đến tông màu được trình bày ở tần số cụ thể (cao độ) và cường độ (độ lớn). Khi đối tượng nghe thấy âm thanh, anh ấy hoặc cô ấy chỉ ra nó bằng cách giơ tay hoặc nhấn nút. Cường độ thấp nhất họ có thể nghe được ghi lại. Các thử nghiệm khác nhau cho trẻ em; phản ứng của họ với âm thanh có thể được biểu thị bằng một cái quay đầu hoặc sử dụng đồ chơi. Đứa trẻ học những việc cần làm khi nghe âm thanh, chẳng hạn như đặt một người đàn ông đồ chơi lên thuyền. Một kỹ thuật tương tự có thể được sử dụng khi thử nghiệm động vật, trong đó thức ăn được sử dụng như một phần thưởng cho phản ứng với âm thanh. Thông tin về thính giác động vật có vú khác nhau thu được chủ yếu bằng các xét nghiệm thính giác hành vi.
Các xét nghiệm sinh lý này không cần bệnh nhân phải phản ứng có ý thức.